# Муссайефф, Доррит
Доррит Муссайефф (англ. и исл. Dorrit Moussaieff, ивр. דורית מוסאיוף‎; род. 12 января 1950 или январь 1950, Бухарский квартал) — исландский дизайнер ювелирных изделий, редактор и бизнесвумен. Родилась в Израиле, но с 13 лет проживала в Великобритании. В 2000 году обручилась с президентом Исландии Оулавюром Рагнаром Гримссоном, пара поженилась в 2003 году. Была первой леди Исландии с 2003 по 2016 год. 

## Биография
Родилась и выросла в бухарском квартале Иерусалима, столицы Израиля. Её отец, Шломо Муссайефф, был из богатой семьи ювелиров бухарских евреев из Бухары (в настоящее время Узбекистан). Она правнучка раввина Шломо Мусаева. По легенде, её предки ткали халат для Чингисхана. Её прабабушка, Эстер Гаонофф, была потомком Йосефа Мамана. Её мать, Алиса, австрийская еврейка ашкеназского происхождения, но сама Доррит больше отождествляет себя с бухарской культурой.
В возрасте 13 лет переехала со своей семьёй в Лондон. У неё была дислексия, поэтому обучалась на дому. Помимо английского и иврита, она также говорит на немецком, французском и исландском языках.
Описывает себя как «религиозную в душе» и продолжает соблюдать еврейские ритуалы, такие как зажигание свечей на Хануку.

## Бизнес и карьера в СМИ
В детстве проводила много времени в ювелирном магазине своей семьи на Хилтон-Парк-Лейн в Лондоне и впоследствии стала успешным дизайнером ювелирных изделий. Также занималась строительством офисного здания в Канэри-Уорф в Лондоне, и реализацией туристического проекта на Северном Кипре. Является редактором британского светского журнала Tatler.

## Первая леди Исландии
В 2003 году вышла замуж за президента Исландии Оулавюра Рагнара Гримссона в его 60-й день рождения. Помогала представлять исландскую культуру за рубежом, продвигала исландских художников и определяла зарубежные рынки для сбыта исландской продукции. Также активно занималась сбором средств для детей-инвалидов.

## Проблемы с законом
В мае 2006 года во время визита в Израиль была задержана в международном аэропорту имени Бен-Гуриона после спора с сотрудниками службы безопасности, которые отказались признавать её паспорт гражданина Великобритании и заявили ей, что по израильскому законодательству она обязана въезжать и выезжать из страны, используя свой израильский паспорт. СМИ назвали этот случай дипломатическим инцидентом. Посольство Израиля в Норвегии, которое представляет интересы страны и в Исландии, выразило сожаление по поводу инцидента и подтвердило, что согласно закону граждане Израиля должны иметь израильские паспорта во время пребывания в стране. После инцидента подала заявление на получение исландского гражданства, которое получила 31 июля 2006 года.
В 2016 году согласно поступившим данным в результате утечки информации, она имела связь с офшорными компаниями и трастами, что вызвало предположения о том, что она могла уклоняться от уплаты налогов. Адвокаты утверждали, что «её деловые интересы всегда осуществлялись законно, и это было её личным делом».

## Награждения
- Швеция: кавалер Большого креста Ордена Полярной звезды[11].
- Швеция: награждена медалью Рубинового юбилея короля Карла XVI Густава[12].
- Швеция: награждена медалью в честь 70-летия короля Карла XVI Густава[13].

Заняла третье место в списке журнала Harper’s Magazine самых общительных людей Великобритании. Местный журнал в Рейкьявике назвал её одной из самых хорошо одетых женщин Исландии. Также была названа «Женщиной 2006 года» популярным исландским глянцевым журналом Nýtt Líf.

## Личная жизнь
Первым мужем был Нил Зарах, дизайнер, они развелись. В 2003 году вышла замуж за президента Исландии Оулавюра Рагнара Гримссона в его день рождения, 14 мая 2003 года, после помолвки, длившейся три года.